# Classic Haribo 1995
La Classic Haribo 1995, seconda edizione della corsa, si disputò il 17 febbraio 1994 tra Marsiglia ed Uzès, per un percorso totale di 183 km. Venne vinta dal italiano Giuseppe Citterio.

## Ordine d'arrivo (Top 10)
| Pos. | Corridore           | Squadra          | Tempo    |
| ---- | ------------------- | ---------------- | -------- |
| 1    | Giuseppe Citterio   | Fraser           | 4h12'31" |
| 2    | Giovanni Fidanza    | PLT              | s.t.     |
| 3    | Johan Museeuw       | Mapei-GB         | s.t.     |
| 4    | Giovanni Lombardi   | Team Polti       | s.t.     |
| 5    | Christophe Capelle  | Gan              | s.t.     |
| 6    | Marek Leśniewski    | Aubervilliers 93 | s.t.     |
| 7    | Denis Zanette       | Aki              | s.t.     |
| 8    | Frédéric Moncassin  | Novell Software  | s.t.     |
| 9    | Bernd Gröne         | Telekom          | s.t.     |
| 10   | Gianluca Pianegonda | Team Polti       | s.t.     |